# Сісі Х'юстон
Емілі «Сіссі» Х'юстон, насправді Емілі Дрінкард (30 вересня 1933, Ньюарк (Нью-Джерсі) — 7 жовтня 2024) — американська співачка соул і госпел, мати Вітні Г'юстон.

## Біографія
Сіссі Х'юстон є наймолодша з восьми дітей у родині. Коли вона мала 5 років, її мати перенесла інсульт, а через три роки померла. Її батько помер від раку шлунка в 1951 році. У 1954 році вона одружилася з Фредді Гарлендом. Через два роки вони розлучилися, коли Сіссі була вагітна. У 1959 році вона вийшла заміж за Джона Рассела Г'юстона, а в 1963 році народила доньку Вітні Г'юстон .
У 1969 році вона почала сольну кар'єру, випустивши альбом, який включав кілька хітів: " I'll Be There " і " Be My Baby " . Вона репрезентувала США на Всесвітньому фестивалі популярної пісні 1979 року з піснею «You're the Fire» Вона посіла друге місце, здобула нагороду за найвидатніший виступ . У 1996 і 1998 роках вона отримала премію « Греммі» за найкращий традиційний госпел-альбом (Grammy Award for Best Traditional Gospel Album) за « Face to Face and He Leadeth Me» .

## Особисте життя
11 лютого 2012 року в готелі The Beverly Hilton в Лос-Анджелесі померла донька Сіссі Г'юстон — Вітні . 26 липня 2015 року після шестимісячної коми — у віці 22 років — померла онука Сіссі, Боббі Крістіна Браун .

## Дискографія
За матеріалами джерела .
- 1970: Presenting Cissy Houston
- 1977: Cissy Houston
- 1978: Think It Over
- 1979: Warning — Danger
- 1980:Step Aside For A Lady
- 1992:I'll Take Care of You
- 1996: Face to Face
- 1997: He Leadeth Me
- 2001: Love Is Holding You
- 2012: Walk on By Faith